# Luis Víctor Verde
Luis Víctor Verde Ballesteros (Madrid, España, 21 de julio de 1964-Madrid, España, 8 de abril de 2004) fue un futbolista español que se desempeñaba como centrocampista.

## Clubes
| Club                       | País   | Año       |
| -------------------------- | ------ | --------- |
| Real Madrid Castilla C. F. | España | 1984-1985 |
| Xerez C. D.                | España | 1986-1987 |
| Hércules C. F.             | España | 1993-1994 |
| C. F. Extremadura          | España | 1995-1997 |
| Motril C. F.               | España | 1997-1998 |